# پووه دل جراپا
پووه دل جراپا (به ایتالیایی: Pove del Grappa) یک کومونه در ایتالیا است که در استان ویچنزا واقع شده‌است. پووه دل جراپا ۹٫۸۴ کیلومتر مربع مساحت و ۳٬۰۹۲ نفر جمعیت دارد و ۱۶۳ متر بالاتر از سطح دریا واقع شده‌است.